# Cixius serrata
Cixius serrata är en insektsart som beskrevs av Tsaur 1991. Cixius serrata ingår i släktet Cixius och familjen kilstritar. Inga underarter finns listade i Catalogue of Life.